# Quái vật không gian
Quái vật không gian (tiếng Anh: Alien: Covenant) là một bộ phim điện ảnh thuộc thể loại khoa học viễn tưởng xen lẫn với kinh dị - kỳ ảo công chiếu năm 2017 do Anh - Mỹ hợp tác sản xuất. Là phần thứ hai thuộc chương tiền truyện của thương hiệu Alien sau Hành trình đến hành tinh chết, cũng như là phần phim thứ sáu của thương hiệu này, tác phẩm do Ridley Scott làm đạo diễn và đồng sản xuất, với phần kịch bản do John Logan và Dante Harper chắp bút từ phần cốt truyện của Michael Green và Jack Paglen, cùng sự góp mặt của các diễn viên chính gồm Michael Fassbender, Katherine Waterston, Billy Crudup, Danny McBride và Demián Bichir. Tác phẩm theo chân phi hành đoàn của một con tàu đặt chân lên một hành tinh chưa từng được phát hiện và khám phá những bí ẩn đáng sợ.
Năm 2012, trước khi phát hành bộ phim Hành trình đến hành tinh chết, Ridley Scott đã thảo luận về triển vọng của phần tiếp theo và bộ ba phim mới của thương hiệu, và bộ phim này đã được xác nhận vào tháng 8 năm 2012. Quá trình quay phim chính cho tác phẩm bắt đầu vào ngày 4 tháng 4 năm 2016 tại Milford Sound thuộc vườn quốc gia Fiordland, New Zealand, và đóng máy vào ngày 19 tháng 7 năm 2016. Hai xưởng thiết kế hiệu ứng là Odd Studios và CreatureNFX cung cấp các hiệu ứng hoạt họa và trang điểm của các sinh vật trong tác phẩm. Scott cho biết bản cắt đầu tiên của bộ phim có thời lượng dài 2 giờ 23 phút, nhưng cuối cùng đã được chỉnh sửa xuống còn 2 giờ 3 phút dành cho phiên bản phát hành của bộ phim.
Quái vật không gian có buổi ra mắt tại Luân Đôn vào ngày 4 tháng 5 năm 2017, sau đó có buổi công chiếu tại Mỹ vào ngày 19 tháng 5 năm 2017 và tại Vương quốc Anh và Việt Nam vào ngày 12 tháng 5 năm 2017. Bộ phim nhìn chung nhận được những lời khen ngợi từ giới chuyên môn, nhưng lại là một thất bại về mặt doanh thu khi chỉ thu về 240 triệu USD so với kinh phí sản xuất lên đến khoảng 100 triệu USD (không bao gồm cả chi phí quảng bá bộ phim).

## Nội dung
10 năm sau sự kiện tàu Prometheus bị mất tích tại hành tinh LV-223. Tàu Covernant chở 2000 người di cư hướng về hành tinh Origae-6 với mục đích khai phá miền đất mới, trong thời gian di chuyển tàu Covernant gặp sự cố về tấm pin năng lượng mặt trời và phải dừng lại giữa chừng để sửa chữa. Sau khi việc sửa chữa kết thúc, một tín hiệu lạ được truyền đến và những thành viên trên tàu đem về phân tích. Tín hiệu sau khi được họ phân tích thì được rõ nó phát ra từ khu vực số 87, điểm đặc biệt là hành tinh này có điều kiện tương tự như Trái Đất. Nếu đi đến đó họ chỉ mất vài tuần, còn nếu đi đến Origae-6 thì họ phải mất vài năm. Cả đoàn lúc này quyết định bay đến khu vực số 87, từ đó trở đi cơn ác mộng của tàu Covernant mới thật sự bắt đầu.

## Diễn viên
- Michael Fassbender trong vai David và Walter
- Katherine Waterston trong vai "Danny" Daniels
- Billy Crudup trong vai Christopher Oram
- Danny McBride trong vai Tennessee "Tee" Faris
- Demian Bichir trong vai Dan Lope
- Carmen Ejogo trong vai Karine Oram
- Callie Hernandez trong vai Upworth
- Jussie Smollett trong vai Ricks
- Nathaniel Dean trong vai Sergeant Hallett
- Benjamin Rigby trong vai Ledward
- Tess Haubrich trong vai Rosenthal
- Uli Latukefu trong vai Cole